# Samuel Chao Chung Ting
Samuel Chao Chung Ting (n. 27 ianuarie 1936, Ann Arbor, Michigan, SUA) este un fizician american, laureat al Premiului Nobel pentru Fizică în 1976 pentru descoperirea, simultan cu Burton Richter, a particulei J/ψ.